# Matt DeCourcey
Matthew "Mat" DeCourcey (Fredericton, 4 d'abril de 1983) és un polític liberal canadenc. El 2015 va ser triat per representar el districte de Fredericton a la Cambra dels Comuns del Canadà. DeCourcey va començar a involucrar-se en la política durant els anys d'estudi a la Universitat St Thomas, com a activista de Paul Martin a les primàries federals del Partit Liberal el 2003. Entre 2005 i 2006, va treballar pel diputat Andy Scott, que també era de Fredericton, i posteriorment va treballar pel diputat Todd Russell, de Labrador.
Va passar cinc mesos a Gàmbia en una iniciativa internacional per al desenvolupament, i al seu retorn al Canadà va esdevenir el director de comunicació de l'entitat Child and Youth Advocate, de Nova Brunswick. Es va convertir en el candidat del Partit Liberal a Fredericton durant les eleccions federals de 2015, i va guanyar en front del diputat conservador i exministre Keith Ashfield. DeCourcey va ser nomenat membre del comitè especial de la Cambra dels Comuns sobre la reforma electoral.